# Sant'Angelo Romano
Sant'Angelo Romano es una localidad italiana de la provincia de Roma, región de Lacio, con 4.333 habitantes.

## Evolución demográfica
| Gráfica de evolución demográfica de Sant'Angelo Romano entre 1861 y 2001 |
|                                                                          |
| Fuente ISTAT - elaboración gráfica de Wikipedia                          |